# ميرايما
ميرايما بلدية في ولاية سيارا في المنطقة الشمالية الشرقية من البرازيل.